# Мауерлат

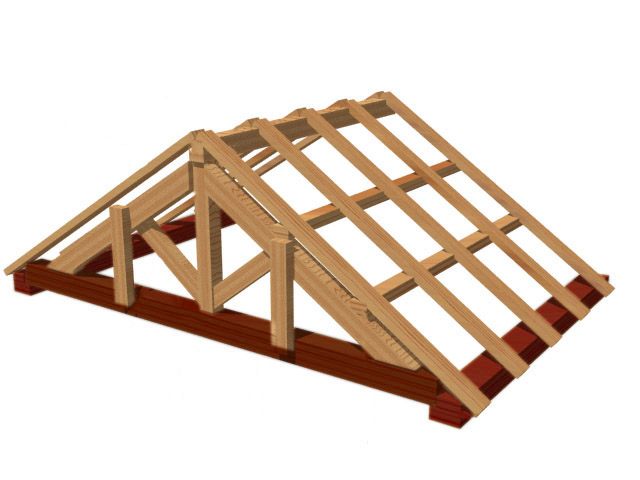
Схема кроквяної системи дерев'яного двосхильного даху, мауерлат виділено темно-коричневим

Мауерл́ат (від нім. Mauerlat — «стінна балка») — елемент даху будівлі, складова кроквяної системи. У рублених конструкціях роль мауерлату виконують верхні вінці, у каркасних — верхня обв'язка. У говорах Подільської губернії брус, покладений паралельно сволоку і призначений для кріплення нижніх кінців кроков, називався «платва».
Являє собою брус або колоду, укладену зверху по периметру зовнішньої стіни будівлі. Служить крайньою нижньою опорою для кроков. Традиційно виготовляється з дерева, проте, при будівництві металевого покрівельного каркаса може застосовуватись швелер, двотавр та інше.
Мауерлат кладеться з деяким відступом від краю стіни і кріпиться до неї переважно за допомогою анкерного кріплення. Для запобігання гниття деревини, знизу ізолюється водонепроникним матеріалом (наприклад, руберойдом).
Кожна ланка мауерлату скріплена з двома сусідніми, що разом із кріпленням до кроков створює надійну, стійку конструкцію по усьому периметру покрівельного каркаса. Також мауерлат може окремими елементами підкладатись під крокви.